# Relais 4 × 100 mètres féminin aux championnats du monde d'athlétisme 1999
Navigation
Athènes 1997 Edmonton 2001
L'épreuve du relais 4 × 100 mètres féminin des championnats du monde d'athlétisme 1999 s'est déroulée les 28 et 29 août 1999 au Stade olympique de Séville, en Espagne. Elle est remportée par l'équipe des Bahamas (Sevatheda Fynes, Chandra Sturrup, Pauline Davis-Thompson et Debbie Ferguson).

## Résultats

### Finale
| Rang               | Pays        | Athlètes                                                               | Temps   | Notes |
| ------------------ | ----------- | ---------------------------------------------------------------------- | ------- | ----- |
| Médaille d'or      | Bahamas     | Sevatheda Fynes Chandra Sturrup Pauline Davis-Thompson Debbie Ferguson | 41 s 92 | WL    |
| Médaille d'argent  | France      | Patricia Girard Muriel Hurtis Katia Benth Christine Arron              | 42 s 06 | NR    |
| Médaille de bronze | Jamaïque    | Aleen Bailey Merlene Frazer Beverly McDonald Peta-Gaye Dowdie          | 42 s 15 | SB    |
| 4                  | États-Unis  | Cheryl Taplin Nanceen Perry Inger Miller Gail Devers                   | 42 s 30 |       |
| 5                  | Allemagne   | Andrea Philipp Gabi Rockmeier Esther Möller Marion Wagner              | 42 s 63 | SB    |
| 6                  | Canada      | Angela Bailey Philomena Mensah Tarama Perry Martha Adusei              | 43 s 39 |       |
| 7                  | Pologne     | Zuzanna Radecka Irena Sznajder Monika Borejza Joanna Nielacna          | 43 s 51 |       |
| 8                  | Royaume-Uni | Marcia Richardson Shani Anderson Christine Bloomfield Joice Maduaka    | 43 s 52 |       |

## Légende
Records et Performances
- AR : Record continental (area record)
- CR : Record des championnats (championship record)
- MR : Record du meeting (meet record)
- NR : Record national (national record)
- OR : Record olympique (olympic record)
- PR : Record paralympique (paralympic record)
- PB : Record personnel (personal best)
- SB : Meilleure performance personnelle de la saison (season's best)
- WL : Meilleure performance mondiale de l'année (world leader)
- WJR : Record du monde junior (world junior record)
- WR : Record du monde (world record)

Circonstances et Conditions
- DNF : N'a pas terminé (did not finish)
- DNS : N'a pas pris le départ (did not start)
- DQ : Disqualification (disqualification)
- NM : Aucun essai valable enregistré (No Mark)
- Q : Qualifié « directement » au prochain tour (ou à la prochaine compétition), lors d'une compétition majeure, grâce au classement ou à la réalisation des minima (automatic qualifier)
- q : Qualifié au prochain tour (ou à la prochaine compétition), lors d'une compétition majeure, grâce au repêchage ou à la réalisation de l'une des meilleures performances parmi celles des « non qualifiés directement » (grâce au meilleur temps ou à la meilleure distance par exemple) (secondary qualifier)